# あいかわ優衣
あいかわ 優衣（あいかわ ゆい、1989年3月8日 - ）は、日本の元AV女優（Duoエンターテイメント所属）・元ストリッパー（TSミュージック所属）。
趣味:音楽鑑賞（ハードロック、ヘヴィメタル）、ピアノ、プロレス観戦、絵を描くこと、昭和特撮、エクササイズ&ジム、スキンケア&ボディケア、お化粧品やいい香りのもの、画材、スタンプ、可愛いシール集め。
特技:英会話、フィンランド語、絵画、イラスト、美容と健康の知識。

## 略歴・人物
2009年よりグラビアタレントとして活動。
2010年2月にAVデビュー。このデビューに合わせて、所属事務所をガールズTOKYOからDuoエンターテイメントに移籍している。
同年5月21日にTSミュージックでストリップデビューした。
2015年1月に、同年7月で引退することを表明。
2015年7月20日、引退。

## イメージビデオ
- 電撃 Rookies （2009年7月17日、心交社）
- 視 SHISEN X （2009年9月5日、C&H）
- MUGEN 性的妄想シャングリラ （2009年11月21日、MUGEN）
- 百合萌えω （2010年1月23日、イー・マーケティング）
- けあふるガール （2010年10月8日、心交社）
- 美女秘湯めぐり 忠治温泉編 （2011年6月29日、オルスタックピクチャーズ）

## アダルトビデオ

### 撮り下ろし作品
2010年
- 衝撃!!現役着エロアイドルがAV初本番で号泣デビュー!! （2月13日、MOODYZ）
- 縛られたガール （3月13日、MOODYZ）
- 初パイパンFUCK （4月13日、MOODYZ）
- 働くオンナ Vol.69 （7月23日、プレステージ）
- 女だけで住み込み従業員として働いている美しすぎる仲居さん達は、久しぶりに見たギン勃ちチ○ポにもうガマンなんてしない… （10月21日、ヒビノ）

2011年
- 姉きゅん 01 （1月7日、ゴーゴーズ）
- 銀座人妻専門マッサージ治療院 4 （3月20日、ピーターズ）
- 強制小便口浣腸 イラマ少女 あいかわ優衣 （6月19日、ドグマ）
- 解禁アナル・FUCK あいかわ優衣 （8月19日、ドグマ）
- 巨乳素人ハメ撮り図鑑 1 「今日って…、スルよね？」（8月26日、SLEAZY）
- 奴隷女教師 暴辱監禁室 あいかわ優衣 （9月1日、シネマジック）
- 人妻覚醒 発情美人妻変態受精(大野香澄名義) (11月2日、グレイズ)
- 契約違反 （12月16日、グレイズ）

2012年
- ザ・リアル映像 アナル英会話 （1月25日、サイド・ビー制作室）
- パツキン☆ビッチ SEIBURU （2月12日、ドグマ）
- 仮面シスター マリア ヌルヌル詰問 （2月24日、GIGA）
- レイプハンター開発計画File3 Blood Rose Climinal （2月24日、GIGA）
- 限界調教６ あいかわ優衣 （3月1日、中嶋興業）
- 巨大ヒロイン ファイヤーウーマンS （3月23日、GIGA）
- 一人のＭ女として 優衣 （3月25日、AVS collector’s）
- トリプルレズビアン2 二穴交尾愛 （4月6日、クリスタル映像）
- 素人ギャル生中出し No.16 Yui （4月16日、プラム）
- 姉夜這い中出し盗撮 （4月20日、グレイズ）
- ガチンコ中出し顔出し人妻ナンパ 優美でエッチなセレブ妻 銀座・勝どき編 （4月25日、ビッグモーカル）
- 私は痴女 交歓無痴 （5月18日、クリスタル映像）
- ヒロイン討伐 No.60 （6月8日、GIGA）…共演:月本衣織
- ヒロイン凌辱 No.52 ナイトフィーバーV ミス☆エクシード （7月13日、GIGA）
- 性魔術調教〜新妻快楽儀式 （8月7日、KNIGHTS PROJECT）
- 危ないDOUBLE DANCE （8月28日、ラマニア）
- 女子〇生染みパンティオナニー No.02 （8月28日、パラノイア）
- トリプルレズビアン4 二穴交尾愛 （9月7日、クリスタル映像）
- SUPER HEROINE アクションウォーズ☆鉄腕美女ダイナウーマン （9月14日、GIGA）
- 二人だけの完全撮り下ろし OL温泉レズ旅行 No.03 （9月20日、LOTUS）
- 敗戦国の女 肛虐鞭奴隷 地獄の地下牢獄 あいかわ優衣 （10月1日、シネマジック）
- 弱みを握られ言いなりになっても快感を拒絶し続ける 清楚なグ〇ーンアテンダントをイカせる哲学 （10月6日、DANDY）
- 隣のお姉さんのデカ尻についムラムラ 豊満ヒップをオカズにオナっていたら…逆に犯されちゃった （10月19日、クリスタル映像）
- 『もうSEXするまで帰らないからね』アダルトビデオを超真剣に見るインテリ同僚の姿に思わず勃起したらヤられた （11月8日、DANDY）
- 満員電車で痴漢されても拒み続ける可愛いハーフ女子校生を連続挿入で屈服させろ！ （11月22日、ナチュラルハイ）
- TSファイブ - TSピンク（討伐・フェチ・凌辱） （11月23日、GIGA）
- 罠に堕ちた人妻13 あいかわ優衣 （12月1日、中嶋興業）
- 淫語娘2012 あいかわ優衣 （12月25日、アロマ企画）

2013年
- 催眠陵辱2 あいかわ優衣 （1月1日、中嶋興業）
- ALIEN VS SL＆MI （1月11日、GIGA）
- 宙に浮くほどイキ跳ねる「エビ反り薬漬けエステ」 （2月7日、ナチュラルハイ）
- 「『こんなに濡れたの何年ぶり…』美しいシングルマザーに通勤電車で濃厚な接吻を3分間し続けたら他の乗客に見られても発情してヤられた」VOL.1 （3月7日、DANDY）
- スーパーヒロイン絶体絶命45 磁力戦隊マグナマン編 （3月8日、GIGA）
- 女装おと娘 アイドル ＃3 （3月22日、TMA）
- 出産して急激に感度があがったママチャリ早漏妻 7 （3月23日、ナチュラルハイ）
- 高級会員制 性感メンズエステ No2 （4月12日、TMA）
- 痴女エステサロン （4月26日、クリスタル映像）
- 正義のヲタク戦隊 テラレンジャー （4月26日、GIGA）
- あいかわ優衣は僕のＭ奴隷（カノジョ） （5月1日、中嶋興業）
- 女子校生レズビアン〜接吻〜 （5月1日、ゑびすさん）
- 猥褻レズビアン5 あいかわ優衣 宮間葵 （5月13日、U&K）
- 縄・体液菩薩 あいかわ優衣 （5月19日、ドグマ）
- サウナレディのお仕事9　緊急収録！サービス中にうっかり欲情してしまったお客様達のセクハラハプニングSP （6月6日、SODクリエイト）
- 親戚の集まりでなぜか始まった王様ゲームに男1人で参加させられた僕の体を6人の叔母達が次々と求めてきて困った （7月18日、ナチュラルハイ）
- 催眠 赤 DX56 ドキュメント編 （7月19日、アウダースジャパン）
- 催眠 赤 DX56 スーパーmc編 （7月19日、アウダースジャパン）
- 催眠 赤 DX56 スーパーコンプリート編 （7月19日、アウダースジャパン）
- スウィムアンダーの世界 vol.1 （8月16日、アスリート）
- スポコスペットあいかわ優衣をお届け! （8月23日、RISING）
- 女子プロレスラー討伐巡礼 Vol.5 (須藤みき名義)（8月30日、煩悩寺）
- レズの経典 （9月5日、LADYxLADY）…共演:桜井あゆ 他
- エナメル手袋の天使 3 あいかわ優衣編 （9月13日、フェティッシュワールド）
- トリプルレズビアン No11 （9月20日、クリスタル映像）
- ハイソな素人妻に中出しナンパ！！急がば回れ！？奥さんを焦らして仕上げるリアル4時間スタイル in 神楽坂 （10月10日、ホットエンターテイメント）
- 汚臭責め No2 （10月18日、OFFICE K'S）
- これが噂の最新美容 腸内マッサージで潮吹き快感デトックス アナガズムオイルマッサージ （11月9日、ナチュラルハイ）
- 微乳お姉さんの無防備な胸チラに勃起するほど興奮してしまったらハメずにはいられない （11月15日、OFFICE K'S）
- 竿・金玉・アナルの究極3点同時責め 下半身3点責め （11月15日、OFFICE K'S）
- 素人娘(全員パイパン)が初車内露出で羞恥ドライブオナニー （11月22日、キャッツアイ）
- 「えっ本当ですかぁ」と驚く不妊治療患者の精子採集をお手伝いするナース5 （11月22日、キャッツアイ）
- 女子校のトイレで立ったままオナニーしてスゴイ勢いでおしっこ漏らす女子校生達 vol.7 （11月22日、キャッツアイ）
- 勃起チンポに興奮しちゃった欲求不満な人妻達 （11月25日、AVS collector’s）
- ヌードモデルのバイトで派遣されたのは女子校美術部 （12月6日、虎堂）
- JK生マンコキ （12月6日、OFFICE K'S）
- エロ唇スロート No3 （12月6日、OFFICE K'S）
- 短小ちんぽいじめ （12月6日、OFFICE K'S）
- 直飲み専門 体液カフェ （12月20日、OFFICE K'S）
- 先生は変態ペット （12月20日、虎堂）
- 東京地下違法風俗 現役JKが働く噂のCARピンサロ！ 5 （12月20日、キャッツアイ）
- アナル奴隷 肛姦に悦楽する美人女教師 優衣 （12月25日、AVS collector’s）
- 「稼ぎ方を教えてあげる」風俗ではない普通のマッサージ店の面接にやってきた女が店長の超絶セクハラ講習でイキまくる （12月27日、キャッツアイ）

2014年
- レズペット No2 （1月1日、U&K）
- 女子校生の淫語オナニー 2 （1月4日、OFFICE K'S）
- おねだり淫語 チンポに尽くすマゾ秘書 （1月13日、AVS collector’s）
- 素人娘 初めてのディルドオナニー Vol.6 （1月22日、OFFICE K'S）
- 小便懲罰 3 （1月22日、OFFICE K'S）
- 同じ社宅に住む上司の妻のえげつないオナニーを見てしまったら「夫に言わないで」と懇願してきたので強引に挿入したら巨乳を震わせながらイキまくった （2月6日、ナチュラルハイ）
- 出張人妻調教アナル蹂躙 （3月1日、中嶋興業）
- レズ裁判〜 CRAZY PSYCHO-LES 〜 （6月1日、U&K）
- アナル【括約筋】弛緩 （6月10日、ラマニア）
- 監禁・暴行・虐待・陵辱 （10月1日、中嶋興業）
- 「私の妻を媚薬アナルエステで犯してください…」アナルは浮気じゃないと言い切る寝取られ願望のある旦那たち （10月10日、V＆R PRODUCE）
- 美人部長 屈辱の全裸勤務 （10月25日、AVS collector’s）
- レズ風俗にハマる女たち2 〜Lesbian Girls Club〜 （11月13日、U&K）
- ウェッティ黒ストッキング エロチシズム （11月25日、アロマ企画）
- フェザータッチ手コキ 密着の吐息 （12月13日、アロマ企画）
- AJOI 究極の完全主観オナニーサポートDVD 2 〜Aromatic Jerk Off Instruction〜 （12月13日、アロマ企画）
- 浣腸美人 羞恥の噴射ファック （12月13日、AVS collector’s）

2015年
- スパンデクサー窒息地獄 （3月13日、GIGA）
- 家庭教師に受験勉強中の性処理を頼んだら「絶対に動いちゃダメだよ…」という約束でどんな体位でも自分で腰を振って勝手に絶頂に達しながら抜いてくれた （9月24日、ナチュラルハイ）

### ベスト・総集編
- DOGMA YELLOW BOX（2013年12月10日、ドグマ）
- ミスエクシード総集編（2014年3月14日、GIGA）
- 姉夜這い中出し盗撮レイプ 総集編4時間（2014年5月2日、グレイズ）
- 陵辱スペシャル あいかわ優衣4時間 （2014年6月1日、中嶋興業）
- べろちゅうレズビアン（2014年6月13日、BACK DROP）
- PORNOGRAPH BEST 4 （2014年7月26日、HMJM）
- 動かなくてもイカせてくれる！！凄テクナース騎乗位8時間（2014年10月1日、MOODYZ）
- レズ風俗にハマる女たち2 ～Lesbian Girls Club～（2014年11月13日、U&K）
- あいかわ優衣の世界 （2015年6月25日、AVS collector’s）

## 映画・オリジナルビデオ
- ヤンキー女子高生 4 〜千葉最強伝説〜 （2010年11月19日、GPミュージアムソフト）- 真琴 役
- 女子アナ希崎ジェシカ 姉妹どんぶり（2010年7月〜8月、スカパー！パーフェクトチョイス）- 滝川里奈 役
- ドメスティック （2010年11月、ティーエムシー）- クミ 役
- 絶対痴女奥出し調教 （2011年1月14日、オーピー映画）- サオリ 役（主演）
- ヒン子のエロいい話 （2011年4月22日、オデッサ・エンタテインメント）- フク美 役
- やらせる女教師 （2011年9月2日、GPミュージアム）- 沙織 役
- ミッシング シリーズ
  - ミッシング55 （2011年9月2日、アルバトロス）- 間宮結花 役
  - ミッシング55 ファイナル・ブレイク（2011年10月5日、アルバトロス）- 間宮結花 役
- 完全飼育~監禁村の生贄~ （2011年10月28日、ケンメディア）- 松下雪子 役（主演）
- レイプゾンビ シリーズ
  - レイプゾンビ LUST OF THE DEAD （2012年3月3日、アルバトロス） - タマエ 役
  - レイプゾンビ2.3 LUST OF THE DEAD アキバ帝国の逆襲 （2013年3月23日、アルバトロス） - アンヌ 役
  - レイプゾンビ4.5 LUST OF THE DEAD （2014年8月23日、アルバトロス） - アンヌ 役
- 誘惑仮面 （2012年4月27日、禅ピクチャーズ） - 雲雀鈴花 役(主演)
- テルマエ・エイリアン シリーズ
  - テルマエ・エイリアン （2012年10月31日、オルスタックピクチャーズ） - アン・ヌヴィアゼムスキー 役（主演）
  - テルマエ・シロユリ団地 （2014年2月27日、オルスタックピクチャーズ） - アン・ヌヴィアゼムスキー 役（主演）
  - テルマエ・ガッチウーマン （2014年5月29日、オルスタックピクチャーズ） - アン・ヌヴィアゼムスキー 役（主演）